# Nuevo Artica
Nuevo Artica (en euskera y cooficialmente: Artikaberri) es un barrio que forma parte del concejo de Artica, perteneciente al municipio de Berrioplano, en Navarra. Cuenta con una población de 4.757 habitantes.
Situado en una llanura que se extiende hasta el barrio pamplonés de Buztintxuri, Nuevo Artica se encuentra separado del casco antiguo de Artica por la Ronda de Pamplona (PA-30) y la vía del ferrocarril.

## Transporte
En este barrio existe una línea de Transporte Urbano Comarcal :
| Eskualdeko Hiri Garraioa/Transporte Urbano Comarcal |       |                     |
| Inicio                                              | Línea | Fin                 |
| Berriozar                                           | 17    | Mutiloa/Mutilva     |
| Berriozar                                           | N11   | Santa María la Real |
| Taxi Iruñerria                                      |       |                     |
| Zona                                                | A     | A                   |